# Pirates of the Caribbean: The Curse of the Black Pearl
Pirates of the Caribbean: The Curse of the Black Pearl is een Amerikaanse fantasy/avonturenfilm uit 2003, geregisseerd door Gore Verbinski en geproduceerd en uitgebracht door Walt Disney Pictures. De film is geïnspireerd op de attractie Pirates of the Caribbean die in verschillende Disneyparken te zien is. Het verhaal speelt in 1728 in de tijd dat de piraterij in de Caraïben al aan het verdwijnen is. De hoofdrollen worden vertolkt door Johnny Depp, Orlando Bloom, Keira Knightley, Geoffrey Rush en Jack Davenport.
Filmcritici waren sceptisch voordat de film uit werd gebracht. Twee grote filmproducties, Cutthroat Island en Treasure Planet, beide piratenfilms, flopten ongenadig. Lange tijd waagde daarom niemand zich aan het piratenthema. De film werd ondanks scepsis een groot succes en bracht wereldwijd $ 654.264.015 dollar op (de op drie na hoogste opbrengst van 2003) en was de definitieve doorbraak van Johnny Depp. Het succes leidde tot vier vervolgfilms.

## Verhaal
De film begint aan boord van het schip van Weatherby Swann. Hij is met zijn dochter Elizabeth Swann op weg naar het havenplaatsje Port Royal om daar de gouverneur te worden. Onderweg komen ze langs de wrakstukken van een zojuist tot zinken gebracht schip. De enige overlevende van dit schip is een jongen, genaamd Will Turner. Hij wordt opgepikt en meegenomen naar Port Royal. Elizabeth vindt om zijn nek een medaillon met daarop een doodshoofd. Bang dat Will van piraterij zal worden beschuldigd als haar vader dit medaillon ziet, neemt ze het zelf mee.
Acht jaar later wordt Port Royal aangedaan door een eens beruchte piraat genaamd Jack Sparrow. Hij was ooit kapitein van het schip de Black Pearl, totdat de stuurman Barbossa de bemanning tot muiterij opzette, en Jack dumpte op een eilandje, met een pistool met één kogel erin. In Port Royal is hij op zoek naar een schip en bemanning om wraak te nemen. Hij loopt Will tegen het lijf, die nu als smid werkt. Na een gevecht tussen beide mannen wordt Jack gevangengenomen.
Die avond wordt Port Royal aangevallen door de Black Pearl. Ze zijn op zoek naar het medaillon dat Elizabeth nog altijd in haar bezit heeft. Ze ontvoeren tevens Elizabeth. Eenmaal aan boord, zegt Elizabeth dat ze 'Elizabeth Turner' heet. Hierdoor denkt Barbossa, de kapitein van de Black Pearl, dat zij de dochter is van de piraat Bill Turner. Aan boord van de Pearl ontdekt Elizabeth een gruwelijk geheim; alle piraten aan boord zijn in werkelijkheid ondode monsters. In het maanlicht zie je alleen hun werkelijke gedaante: soort van zombies, maar dan met kleren die aan flarden zijn gescheurd en ontbrekende ledematen. Ze zijn vervloekt omdat ze een kist met goud van de Azteken hebben leeggeroofd. De enige manier om de vloek op te heffen is al het goud terugbrengen naar de kist waar het in zat. Het medaillon is het laatste nog ontbrekende goudstuk. Tevens moet elke piraat die bij de diefstal was betrokken een bloedoffer brengen. Bill Turner was ook een van deze piraten, maar is niet meer onder hen. Hij is door Barbossa naar de bodem van de zee verbannen wegens verraad. Daarom moet een nakomeling van Bill het bloedoffer brengen in zijn plaats. Daar willen ze Elizabeth voor gebruiken.
Wanneer Will Turner hoort wat er is gebeurd, bevrijdt hij Jack uit de gevangenis en spant met hem samen om Elizabeth terug te halen. Samen veroveren ze een schip genaamd The Interceptor, het snelste schip van de Engelse marine, en gaan naar Tortuga. Daar ronselen ze een bemanning en zetten de achtervolging in op de Black Pearl. Ze slagen erin Elizabeth te bevrijden, maar niet veel later opent de Black Pearl de aanval op de Interceptor. De Interceptor wordt vernietigd en de bemanning gevangengenomen. Door te onthullen dat hij een zoon van Bill Turner is, en dus degene die het bloedoffer kan brengen, slaagt Will erin om Barbossa zover te krijgen dat hij Elizabeth en Jack laat gaan. De twee worden achtergelaten op een eiland.
De twee worden opgepikt door de Engelse marine. Elizabeth slaagt erin om de kapitein, haar verloofde James Norrington, te overtuigen om Will te gaan redden. De marine zet koers naar het eiland van de piraten, alwaar een gevecht uitbreekt. Jack begeeft zich alleen naar het eiland en helpt Will te ontsnappen. Will brengt snel het bloedoffer zodat de piraten weer sterfelijk worden. Jack schiet hierop Barbossa dood. De andere piraten worden gevangengenomen, inclusief Jack.
Jack wordt ter dood veroordeeld, maar Will Turner helpt hem te ontkomen. Jack vlucht naar de Black Pearl, en vertrekt met zijn nieuwe bemanning. Norrington staat tevens toe dat Elizabeth Will verkiest boven hem.
Na de aftiteling is het aapje van Barbossa nog te zien dat een munt pakt uit de schatkist, en op die manier weer onsterfelijk wordt.

## Rolverdeling
| Acteur                 | Personage                  |
| ---------------------- | -------------------------- |
| Johnny Depp            | Captain Jack Sparrow       |
| Geoffrey Rush          | Captain Barbossa           |
| Orlando Bloom          | Will Turner                |
| Keira Knightley        | Elizabeth Swann            |
| Jack Davenport         | James Norrington           |
| Jonathan Pryce         | Gouverneur Weatherby Swann |
| Lee Arenberg           | Pintel                     |
| Mackenzie Crook        | Ragetti                    |
| Kevin McNally          | Joshamee Gibbs             |
| Zoë Saldana            | Anamaria                   |
| Damian O'Hare          | Lt. Gillette               |
| David Bailie           | Cotton                     |
| Angus Barnett          | Mullroy                    |
| Giles New              | Murtogg                    |
| Michael Berry Jr.      | Twigg                      |
| Isaac C. Singleton Jr. | Bo'sun                     |
| Treva Etienne          | Koehler                    |
| Trevor Goddard         | Grapple                    |
| Brye Cooper            | Mallott                    |
| Martin Klebba          | Marty                      |
| Greg Ellis             | Theodore Groves            |
| Lauren Maher           | Scarlett                   |
| Vanessa Branch         | Giselle                    |
| Guy Siner              | Havenmeester               |

## Achtergrond

### Ontwikkeling
Reeds in de vroege jaren 90 kwamen scenarioschrijvers Ted Elliott en Terry Rossio met het plan om het piratengenre nieuw leven in te blazen, met een meer bovennatuurlijke ondertoon.
In 2001 liet Disney Jay Wolpert een script schrijven rondom de attractie Pirates of the Caribbean. Dit script was gebaseerd op een verhaal bedacht door Brigham Taylor, Michael Haynes, en Josh Harmon. In dit script was nog geen sprake van ondode piraten. In plaats daarvan zou Elizabeth worden gevangen voor losgeld. De filmstudio wist niet goed wat ze met dit script aan moesten. Er waren plannen om de film als een direct-naar-video film te maken. Christopher Walken en Cary Elwes waren mogelijke kandidaten voor rollen in de film.
Disney wilde meer dan een direct-naar-video film, dus werd Stuart Beattie erbij gehaald om het script te herschrijven tot een film die wel geschikt was voor een bioscoopuitgave. Tevens werd producer Jerry Bruckheimer erbij gehaald. Hij verwierp het originele script in zijn geheel omdat het volgens hem te veel een standaard piratenfilm was. In maart 2002 benaderde hij Elliott en Rossio, die in het project de kans zagen om hun idee van een bovennatuurlijke piratenfilm te realiseren. Zij kwamen met het idee om de piraten door een vloek te laten veranderen in ondoden. In mei 2002 tekende Gore Verbinski voor de regie van Pirates of the Caribbean.
Even dreigde de mislukking van de film The Country Bears, die eveneens was gebaseerd op een attractie, roet in het eten te gooien. Michael Eisner wilde het project stopzetten uit angst dat Pirates of the Caribbean ook zou floppen. Toen hij echter zag wat de producers tot dusver hadden uitgewerkt, was hij dermate onder de indruk dat hij het project toch groen licht gaf. Wel liet hij het script nog wat aanpassen om niet te veel elementen uit de attractie erin te stoppen.

### Ontwerp
Verbinski wilde de film een gevoel van historische fantasie meegeven. Veel van de acteurs droegen contactlenzen en protheses om ze een geschikter uiterlijk te geven voor hun rollen. Johnny Depp liet zichzelf enkele gouden tanden aanmeten voor de rol. Tevens gebruikte hij in de film een authentiek pistool vervaardigd in 1760 in plaats van een rekwisiet.
De crew had vijf maanden nodig om de set voor de grot met de Incaschat te maken. De set was gevuld met 882 munten en wat goudverf op de rotsen om de indruk van een schatkamer te geven. De set voor het fort van Port Royal werd gebouwd in Rancho Palos Verdes, en de set voor Gouverneur Swanns paleis in Manhattan Beach. In september 2002 vernietigde een brand een groot deel van de set, waardoor de crew opnieuw moest beginnen.
Het eiland Saint Vincent werd gekozen als primaire opnamelocatie, daar dit het rustigste strand was wat de crew kon vinden. Hier werd het grootste deel van de set van Port Royal en Tortuga gebouwd.
Het belangrijkste element voor de film waren de schepen. Om kosten te drukken werden de schepen gebouwd in droogdokken. De drie schepen voor de film brachten in totaal slechts zes dagen door op open zee voor de buitenopnamen. Voor de rest werden de scènes aan boord van de schepen gefilmd in de droogdokken, met computergetekende achtergronden. Er werd ook een miniatuurschip gebouwd voor een stormscène.

### Productie
De opnamen van de film begonnen op 9 oktober 2002, en duurden tot maart 2003. De opnamen werden tweemaal stilgelegd door ongelukken. Bij het filmen van de scène waarin Jack en Will de Interceptor stelen werd Depps knie getroffen door vallend puin. Bij de scène waarin Jack in Port Royal arriveert, zonk de boot.
In oktober vonden de opnamen in Rancho Palos Verdes plaats. Rond december verplaatsten de opnamen zich naar Saint Vincent. In januari werden de grotscènes opgenomen in een studio in Los Angeles. Tijdens de productie bleven de producers aanpassingen maken in het script.
De visuele effecten werden grotendeels verzorgd door Industrial Light & Magic. Deze begon direct tijdens de opnamen al met het voorwerk. Er werd vooral veel aandacht besteed aan de ondode gedaantes van de piraten. Elke scène met de piraten in hun ondode vorm werd twee keer opgenomen: een keer met en een keer zonder de acteurs. Zo konden de beelden van de piraten in hun normale gedaante en in hun ondode gedaante makkelijker in elkaar overgaan. Voor de ondode piraten werd onder andere motion capture gebruikt.
De film bevat meer dan 600 shots met visuele effecten, waarvan 250 waren bedoeld om moderne schepen die per ongeluk op film waren vastgelegd uit beeld te verwijderen.

### Filmmuziek
De muziek van de film werd gecomponeerd door Klaus Badelt en geproduceerd door Hans Zimmer.

## Ontvangst
Voor uitkomst van de film hadden veel recensenten er niet al te hoge verwachtingen van. Het piratengenre was sinds de tijd van Klassiek Hollywood grotendeels verdwenen en werd door de meeste filmproducenten en -recensenten als dood beschouwd. Enkele eerdere pogingen het genre te doen herleven, zoals met Cutthroat Island (1995), waren onsuccesvol. Bijkomend feit was dat de film was gebaseerd op een attractie en dat hoofdrolspeler Johnny Depp vooral bekend was van cultfilms en weinig ervaring had als protagonist in een blockbuster. Uiteindelijk werd de film in Amerika ongeschikt bevonden voor kinderen jonger dan 13 jaar, de eerste Disneyfilm ooit die dit leeftijdsadvies meekreeg.
Tegen alle verwachtingen in werd de film echter een wereldwijd succes. De film was tijdens het weekend van de première de film met de hoogste weekendopbrengst, 46.630.690 dollar. De film bracht wereldwijd uiteindelijk 654.264.015 dollar op. Daarmee werd hij de op drie na succesvolste film van 2003.
De reacties op de film waren ook positief. De film behaalde een waardering van 79% op Rotten Tomatoes. Alan Morrison van het tijdschrift Empire noemde de film de "beste blockbuster van deze zomer". Vooral Depps rol werd geprezen. Wel vonden sommige recensenten de film te lang.

## Nasleep

### Vervolg
In de zomer van 2006 kwam een vervolg op de film uit in de bioscopen, Pirates of the Caribbean: Dead Man's Chest. Ter promotie van deze film heeft DJ Tiësto een mix gemaakt van de muziek van Pirates 1 (naar He's a Pirate van Klaus Badelt), maar de muziek van Pirates of the Caribbean: Dead Man's Chest is gemaakt door Hans Zimmer. Intussen zijn een derde deel, een vierde deel en een vijfde deel uitgekomen.

### Computerspel
Er is tevens een computerspel uitgebracht onder de naam Pirates of the Caribbean. Het verhaal in het spel lijkt echter niet op de film, aanvankelijk zou het spel namelijk Sea Dogs II gaan heten. Om de populariteit van de film te vergroten, werd besloten om het spel te hernoemen naar Pirates of the Caribbean.

## Prijzen en nominaties
Pirates of the Caribbean: The Curse of the Black Pearl won in totaal 26 prijzen. Verder werd de film voor nog eens 68 andere prijzen genomineerd, waaronder vijf Academy Awards.
De Oscarnominaties betroffen:
- Beste Acteur (Johnny Depp)
- Beste Make-up (Ve Neill en Martin Samuel)
- Beste Geluidsmontage (Christopher Boyes en George Watters II)
- Beste Geluidsmix (Christopher Boyes, David Parker, David E. Campbell, Lee Orloff)
- Beste Visuele Effecten (John Knoll, Hal T. Hickel, Charles Gibson, Terry D. Frazee)

Enkele noemenswaardige gewonnen prijzen zijn:
- de ASCAP Award voor Top Box Office Films
- de Saturn Award voor beste kostuums
- de BAFTA Film Award voor beste make-up/haar
- de Critics Choice Award voor beste familiefilm – live action
- de Empire Award voor beste acteur (Johnny Depp)
- de Hollywood Movie of the Year award op het Hollywood Film Festival
- de MTV Movie Award voor beste mannelijke rol (Johnny Depp)
- de Golden Reel Award voor beste geluidsmontage
- de People's Choice Award voor favoriete film
- vier Teen Choice Awards
- de Taurus Award voor beste gevecht

## Foutjes
- Barbossa vertelt dat hij en zijn bemanning zijn vervloekt na het leegroven van een kist Azteeks goud, maar als men de kist te zien krijgt staan er duidelijk afbeeldingen van de Inca-god Viracocha op.
- In dit deel van de filmreeks zitten de lampen op de achterkant van de Black Pearl lager dan in deel 2 en 3.
- In een van de eerste scènes valt Elizabeth vanaf het fort naar beneden in zee, tussen de rotsen die uit het water steken. Er wordt nog geroepen: "Een wonder dat ze geen rots raakte", maar als Jack haar redt zijn er onder water nergens rotsen te zien.
- Als Will op het einde zijn hand heeft opengesneden om bloed te geven, is de wond al voor een groot deel dichtgegroeid.